# ActBlue Co. Ltd.
Die ActBlue Co. Ltd. ist ein Unternehmen mit Tätigkeitsschwerpunkt in den Bereichen der Umwelttechnik, Abgasnachbehandlung, Katalysatoren, Substrate, Wasserstofftechnik, Energiemanagement und Batteriespeicher. Zum Kundenstamm gehören Automobilhersteller, Automobilzulieferer, Industrieunternehmen, Unternehmen im Bereich Marine und Off-Highway. Das Unternehmen wurde 2009 durch ein Team von Wissenschaftlern aus den USA, Kanada und China in Chizhou, Anhui Provinz in China gegründet.

## Geschichte
Die ActBlue Co. Ltd. wurde 2009 gegründet. Der Unternehmensname spielt auf den Unternehmenszweck an, der sich zum Ziel gesetzt hat, mit Innovationen (Act) einen Beitrag zum Umweltschutz und zur Verbesserung des Zusammenlebens in der Welt beizutragen (Blue).
Von 2009 bis 2020 lag der Schwerpunkt der wirtschaftlichen Tätigkeit auf dem schnell wachsenden Markt für Umwelttechnik in China. Mit den Planungen zum Börsengang im Jahr 2021 wurde auch mit der Planung und Umsetzung der Internationalisierungsstrategie und dem Ausbau des Produktspektrums begonnen. Zu diesem Zweck wurde die ActBlue Europe S.à r.l., mit Sitz in Luxemburg gegründet. Die ActBlue Europe S.à r.l. fungiert als Holding. Derzeit gehören zur Gruppe der ActBlue Europe S.à r.l. die ActBlue France SAS, Frankreich und die ActBlue Technologies GmbH, Deutschland.
Vorstandsvorsitzender und Präsident von ActBlue Co. Ltd. ist Yi LIU, der diese Position schon seit der Gründung des Unternehmens bekleidet.

## Konzernstruktur
Die ActBlue Co. Ltd. ist eine Aktiengesellschaft und an der Börse in Shenzhen, China unter der Wertpapierkennnummer (WKN)  300816:CH gelistet und unterhält folgende Tochterunternehmen (Stand Juni 2023):
- ActBlue Europe S.à r.l.
  - ActBlue France SAS
  - ActBlue Technologies GmbH
- BlueNavi
- YangtzeRiverDelta
- Albert

### ActBlue Technologies GmbH
Die ActBlue Technologies GmbH mit Sitz in Hennef wurde 2021 gegründet. Unternehmenszweck ist die Erbringung von Entwicklungs-, Ingenieur-, Mergers & Aquisitions und Projektmanagementdienstleistungen.

## Produkte
Das Unternehmen entwickelt, produziert und vertreibt Katalysatoren, Abgasanlagen, AdBlue-Dosiersysteme, Einspritzventile (Injektoren), und Batteriespeichersysteme. Des Weiteren verfügt das Unternehmen über alle notwendigen Labor- und Testeinrichtungen inkl. Motorenprüfständen und Fahrzeugprüfständen zur Zertifizierung und Homologation gemäß gültiger Abgasnormen.